# دارين جوزيف
دارين جوزيف هو لاعب كرة القدم الكندية كندي، ولد في 29 أغسطس 1968 في أوتاوا في كندا.